# Хвыли
Хвыли (укр. Хвилі) — село,
Зеленогайский сельский совет,
Васильковский район,
Днепропетровская область,
Украина.
Код КОАТУУ — 1220785508. Население по переписи 2001 года составляло 58 человек.

## Географическое положение
Село Хвыли находится на расстоянии в 2,5 км от села Новоандреевка и пгт Демурино (Межевский район).
По селу протекает пересыхающий ручей с запрудой.
Рядом проходят автомобильная дорога Т-0406 и
железная дорога, станция Демурино в 2,5 км.